# Radio Bemba Sound System
Radio Bemba Sound System är ett album av Manu Chao. Det baseras på en liveinspelning i Paris och gavs ut 2002 på Virgin Records. 
Albumet innehåller mycket av Chaos solomaterial såväl som spår från hans tid i Mano Negra. Liveversionerna är annorlunda jämfört från studioversionerna, och är generellt mer energiska. Stilen är precis som på Chaos studioskivor en sorts blandning av reggae, latino, flamenco, raï, ska, punk, rock och rapp.

## Låtlista
1. "Intro" - 0:51
2. "Bienvenida a Tijuana" - 1:57
3. "Machine Gun" - 2:15
4. "Por dónde saldrá el sol?" - 2:43
5. "Peligro" - 3:11
6. "Welcome to Tijuana" - 2:51
7. "El viento" - 2:43
8. "Casa Babylon" - 2:36
9. "Por el suelo" - 3:56
10. "Blood and Fire" - 2:36
11. "EZLN...Para tod@s todo..." - 1:43
12. "Mr Bobby" - 3:38
13. "Bongo Bong" - 1:06
14. "Radio Bemba" - 0:22
15. "Que paso que pasó" - 0:55
16. "Pinocchio (viaggio in groppa al tonno)" - 0:47
17. "Cahi en la trampa" - 2:11
18. "Clandestino" - 3:01
19. "Rumba de Barcelona" - 3:33
20. "La despedida" - 4:04
21. "Mala vida" - 2:28
22. "Radio Bemba" - 0:35
23. "Que paso que pasó" - 1:12
24. "Pinocchio (viaggio in groppa al tonno)" - 0:46
25. "La primavera" - 3:33
26. "The Monkey" - 2:01
27. "King Kong Five" - 2:45
28. "Minha galera" - 3:18
29. "Promiscuity" - 1:43